# Microparsus vignaphilus
Microparsus vignaphilus är en insektsart som först beskrevs av Blanchard 1922.  Microparsus vignaphilus ingår i släktet Microparsus och familjen långrörsbladlöss. Inga underarter finns listade i Catalogue of Life.